# Clarence Huebner
Clarence Ralph Huebner, född 24 november 1888, död 23 september 1972, var en amerikansk militär.
Clarence Huebner blev officer vid infanteriet 1916, generalmajor 1943 och generallöjtnant 1945. Han var chef för I:a divisionen i Normandie och Frankrike 1944 och blev i början av 1945 chef för 5:e armékåren. Huebner blev senare ställföreträdare och stabschef åt general Lucius D. Clay, som var USA:s Tysklandsguvernör och befälhavare för de amerikanska trupperna i Europa, samt efterträdde Clay som guvernör i maj 1949.